# グレッグ・レイノルズ
グレゴリー・アダム・レイノルズ（Gregory Adam Reynolds , 1985年7月3日 - ）は、アメリカ合衆国カリフォルニア州出身の元プロ野球選手（投手）。右投右打。

## 経歴

### プロ入り前
テラノバ高校在学中、2003年のMLBドラフトでフィラデルフィア・フィリーズから41巡目（全体1225位）で指名されたが、拒否しスタンフォード大学に進学。

### ロッキーズ時代
2006年のMLBドラフトでコロラド・ロッキーズから1巡目（全体2位）指名を受けて入団。
2008年5月11日のサンディエゴ・パドレス戦でメジャーデビュー。6月7日のミルウォーキー・ブルワーズ戦では6回2失点で初勝利を挙げた。
2009年、2010年はメジャーでの登板はなかった。
2011年5月22日にメジャー昇格。この年は13試合に登板し、防御率6.19だった。

### レンジャーズ時代
2012年1月5日にチャド・トレーシーとのトレードでテキサス・レンジャーズに移籍した。メジャー昇格がないまま、11月3日にFAとなった。

### レッズ時代
2012年12月18日にシンシナティ・レッズとマイナー契約を結んだ。
2013年7月23日のサンフランシスコ・ジャイアンツとのダブルヘッダーの第2戦で先発登板したが、初回から5点を奪われた。7月28日にDFAとなった。AAAでは23試合に登板し、12勝3敗、防御率2.42、WHIP1.06の成績を残した。10月30日にFAとなった。

### 西武時代
2013年12月20日、埼玉西武ライオンズが獲得したと発表した。
2014年のオープン戦では3試合に登板し防御率0.53、1勝0敗の好成績だった。9月20日に球団より契約を解除し、ウエーバー公示にかけられることが発表された。
西武退団後の2015年1月16日、自宅に侵入しようとした男を止めるために殴った際に利き手を負傷した。

### パドレス時代
2016年2月19日にサンディエゴ・パドレスとマイナー契約を結んだが、5月16日にリリースされた。

### 現役引退後
2020年のインタビューでレイノルズは消防学校に通っていると語っている。

## 詳細情報

### 年度別投手成績
| 年 度    | 球 団    | 登 板 | 先 発 | 完 投 | 完 封 | 無 四 球 | 勝 利 | 敗 戦 | セ 丨 ブ | ホ 丨 ル ド | 勝 率 | 打 者 | 投 球 回 | 被 安 打 | 被 本 塁 打 | 与 四 球 | 敬 遠 | 与 死 球 | 奪 三 振 | 暴 投 | ボ 丨 ク | 失 点 | 自 責 点 | 防 御 率 | W H I P |
| -------- | -------- | ----- | ----- | ----- | ----- | -------- | ----- | ----- | -------- | ----------- | ----- | ----- | -------- | -------- | ----------- | -------- | ----- | -------- | -------- | ----- | -------- | ----- | -------- | -------- | ------- |
| 2008     | COL      | 14    | 13    | 0     | 0     | 0        | 2     | 8     | 0        | 0           | .200  | 294   | 62.0     | 83       | 14          | 26       | 3     | 4        | 22       | 2     | 0        | 58    | 56       | 8.13     | 1.76    |
| 2011     | COL      | 13    | 3     | 0     | 0     | 0        | 3     | 0     | 0        | 0           | 1.000 | 144   | 32.0     | 40       | 6           | 10       | 2     | 1        | 18       | 1     | 0        | 22    | 22       | 6.19     | 1.56    |
| 2013     | CIN      | 6     | 5     | 0     | 0     | 0        | 1     | 3     | 0        | 0           | .250  | 113   | 29.1     | 38       | 5           | 6        | 1     | 0        | 13       | 0     | 0        | 19    | 18       | 4.70     | 1.50    |
| 2014     | 西武     | 12    | 12    | 0     | 0     | 0        | 3     | 7     | 0        | 0           | .300  | 281   | 61.0     | 77       | 5           | 23       | 0     | 5        | 29       | 0     | 2        | 47    | 37       | 5.46     | 1.64    |
| MLB：3年 | MLB：3年 | 33    | 21    | 0     | 0     | 0        | 6     | 11    | 0        | 0           | .353  | 571   | 123.1    | 161      | 25          | 42       | 6     | 9        | 53       | 3     | 0        | 99    | 96       | 7.01     | 1.64    |
| NPB：1年 | NPB：1年 | 12    | 12    | 0     | 0     | 0        | 3     | 7     | 0        | 0           | .300  | 281   | 61.0     | 77       | 5           | 23       | 0     | 5        | 29       | 0     | 2        | 47    | 37       | 5.46     | 1.64    |

- 2019年度シーズン終了時

### 記録
NPB
- 初登板・初先発：2014年3月30日、対東北楽天ゴールデンイーグルス3回戦（西武ドーム）、6回3失点（自責点0）で敗戦投手
- 初奪三振：同上、1回表に岡島豪郎から空振り三振
- 初勝利・初先発勝利：2014年7月26日、対千葉ロッテマリーンズ13回戦（西武ドーム）、6回3失点（自責点1）

### 背番号
- 54 （2008年）
- 37 （2011年）
- 40 （2013年）
- 42 （2014年）